# Fennis Dembo
Fennis Marx Dembo (Mobile (Alabama, VS), 24 januari 1966) is een Amerikaans oud-basketballer die met de Detroit Pistons het NBA kampioenschap van het seizoen 1988-89 won.
Dembo speelde voor het team van de Universiteit van Wyoming, voordat hij in 1988 zijn NBA-debuut maakte bij de Detroit Pistons.